# Ratpenat cuallarg de Trevor
El ratpenat cuallarg de Trevor (Mops trevori) és una espècie de ratpenat de la família dels molòssids que es troba a la República Centreafricana, República Democràtica del Congo, Costa d'Ivori, Ghana, Guinea, Nigèria, el Sudan i Uganda.